# つばさ信用組合
つばさ信用組合（つばさしんようくみあい）は2002年7月まで存在し、福島県いわき市に本店を置いていた信用組合である。統一金融機関コードは2093、合併前時点の店舗数は12店舗（うち1店は有人出張所）だった。2002年7月22日をもって、同じいわき市のいわき信用組合に合併され、消滅した。

## 沿革
- 1951年 湯本信用組合を設立。
- 1954年 平商工信用組合を設立。
- 1997年 湯本・平商工の2信組を合併し、つばさ信用組合となる。
- 2002年 いわき信用組合に合併され、消滅。